# Kombinat Schiffbau

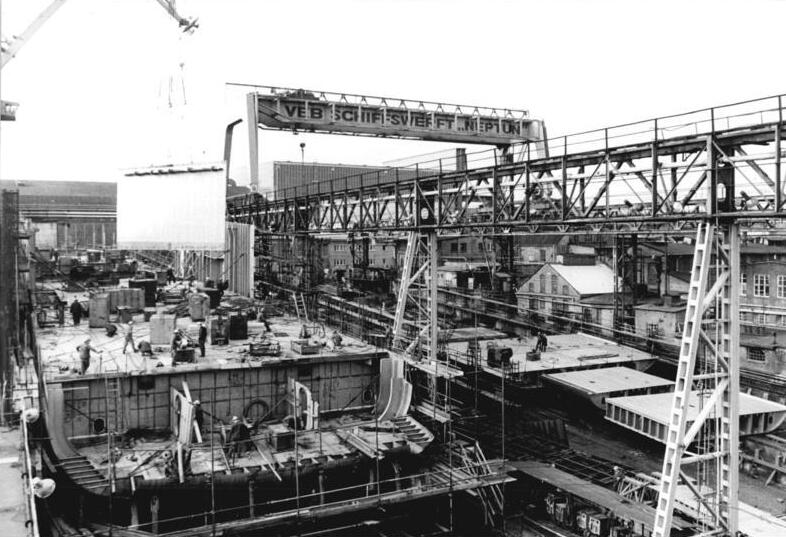
Trockendock der Schiffswerft Neptun, 24. Juni 1985

Das Kombinat Schiffbau war ein Kombinat der DDR. Es entstand 1979 aus der 1959 gebildeten Vereinigung Volkseigener Betriebe (VVB) Schiffbau und hatte seinen Hauptsitz in Rostock. Im Juni 1990 wurde das Kombinat in die Deutsche Maschinen- und Schiffbau AG (DMS AG) umgewandelt und ab etwa 1992 vom neuen Eigentümer Treuhandanstalt an verschiedene Unternehmen verkauft.

## Geschichte
Der Schiffbau in der SBZ, später auch in der DDR, war anfangs gekennzeichnet durch Demontagen, Reparationen und Planvorgaben einerseits, andererseits durch chronische Material- und Devisenknappheit. Diese beiden wesentlichen Faktoren zwangen die DDR-Werften schon sehr früh zur Kooperation mit anderen Industriezweigen. So ist am 1. Mai 1958 die VVB Schiffbau Rostock entstanden.
Ab den 1970er Jahren gehörte die Deckung des eigenen Tonnagebedarfs zu den staatlichen Vorgaben sowie die Erwirtschaftung von Valutamitteln durch Export in das NSW. Diese Aufgaben waren in dieser Wirtschaftsform nicht zu realisieren. Schon ab Ende der 1960er Jahre gliederte die VVB Schiffbau auch solche bedeutenden Hauptzulieferer wie das DMR, Kühlautomat Berlin, SER und weitere in den Werftenverband ein.
Die Werften wurden dadurch in die Lage versetzt, schneller und besser auf die Bedürfnisse der Reeder zu reagieren. So wurde am 1. Januar 1979 das Kombinat Schiffbau geschaffen, dem sieben Werften, neun Zulieferbetriebe, der AHB Schiffscommerz und ein Stammbetrieb für Forschungs- und Entwicklungsaufgaben angehörten. 
Die Exportquote im Schiffbau lag bei über 90 %, wobei die Sowjetunion mit Abstand den größten Abnehmer darstellte. Bei der Herstellung von Fischereifahrzeugen war das Kombinat zeitweise weltweit führend und rund ein Drittel der Schiffe der sowjetischen Fischereiflotte wurden in der Volkswerft Stralsund gebaut.
Das Kombinat war direkt dem Ministerium für Schwermaschinen- und Anlagenbau unterstellt. Weitere zentralgeleitete Kombinate des Schwermaschinenbaus können in der Liste von Kombinaten der DDR eingesehen werden.

### Privatisierung durch die Treuhandanstalt
Am 1. Juni 1990 wurden die Werften in die von der Treuhandanstalt gegründete Deutsche Maschinen- und Schiffbau AG Rostock (DMS AG) überführt und privatisiert.
Die Betriebe wurden durch in- und ausländische Konzerne übernommen.
|                        | '90 | '90 | '91 | '91 | '92 | '92             | '93             | '93             | '94             | '94             | '95             | '95             | '96             | '96             | '97             | '97             | '98                | '98                | '99                | '99                | '00                | '00                | '01                | '01                | '02                | '02                | '03                | '03                | '04                | '04                | '05                | '05                | '06                | '06                | '07                | '07             | '08             | '08             | '09             | '09             | '10             | '10          | '11          | '11          | '12          | '12          | '13                   | '13                   | '14                   | '14                   | '15                   | '15                   | '16                   | '16                   | '17                   | '17                   | '18                   | '18                   | '19                   | '19                   | '20                   | '20                   | '21                   | '21                   | '22                   | '22                   | '23                   | '23                   | '24                   | '24                   |
| Warnowwerft Warnemünde | DMS | DMS | DMS | DMS | DMS | DMS             | Kværner         | Kværner         | Kværner         | Kværner         | Kværner         | Kværner         | Kværner         | Kværner         | Kværner         | Kværner         | Kværner            | Kværner            | Kværner            | Kværner            | Kværner            | Kværner            | Kværner            | Kværner            | Aker               | Aker               | Aker               | Aker               | Aker               | Aker               | Aker               | Aker               | Aker               | Aker               | Aker               | Aker            | Wadan Yards     | Wadan Yards     | Wadan Yards     | Nordic Yards    | Nordic Yards    | Nordic Yards | Nordic Yards | Nordic Yards | Nordic Yards | Nordic Yards | Nordic Yards          | Nordic Yards          | Nordic Yards          | Nordic Yards          | Nordic Yards          | Nordic Yards          | MV Werften            | MV Werften            | MV Werften            | MV Werften            | MV Werften            | MV Werften            | MV Werften            | MV Werften            | MV Werften            | MV Werften            | MV Werften            | MV Werften            | MV Werften            | Marinearsenal         | Marinearsenal         | Marinearsenal         | Marinearsenal         | Marinearsenal         |
| MTW Wismar             |     |     |     |     |     | Bremer Vulkan   | Bremer Vulkan   | Bremer Vulkan   | Bremer Vulkan   | Bremer Vulkan   | Bremer Vulkan   | Bremer Vulkan   | Bremer Vulkan   | Bremer Vulkan   | Bremer Vulkan   | Bremer Vulkan   | Bremer Vulkan      |                    |                    |                    |                    |                    |                    |                    |                    |                    |                    |                    |                    |                    |                    |                    |                    |                    |                    |                 |                 |                 |                 |                 |                 |              |              |              |              |              |                       |                       |                       |                       |                       |                       |                       |                       |                       |                       |                       |                       |                       |                       |                       |                       |                       |                       |                       | TKMS                  | TKMS                  | TKMS                  | TKMS                  | TKMS                  |
| Volkswerft Stralsund   |     |     |     |     |     |                 |                 |                 |                 |                 |                 |                 |                 |                 |                 |                 | A. P. Møller-Mærsk | A. P. Møller-Mærsk | A. P. Møller-Mærsk | A. P. Møller-Mærsk | A. P. Møller-Mærsk | A. P. Møller-Mærsk | A. P. Møller-Mærsk | A. P. Møller-Mærsk | A. P. Møller-Mærsk | A. P. Møller-Mærsk | A. P. Møller-Mærsk | A. P. Møller-Mærsk | A. P. Møller-Mærsk | A. P. Møller-Mærsk | A. P. Møller-Mærsk | A. P. Møller-Mærsk | A. P. Møller-Mærsk | A. P. Møller-Mærsk | A. P. Møller-Mærsk |                 |                 |                 |                 |                 |                 | P+S Werften  | P+S Werften  | P+S Werften  | P+S Werften  | P+S Werften  | P+S Werften           | P+S Werften           | P+S Werften           |                       |                       |                       |                       |                       |                       |                       |                       |                       |                       |                       |                       |                       |                       |                       |                       | Stadt Stralsund       | Stadt Stralsund       | Stadt Stralsund       | Stadt Stralsund       | Stadt Stralsund       |
| Peene-Werft Wolgast    |     |     |     |     |     | Hegemann-Gruppe | Hegemann-Gruppe | Hegemann-Gruppe | Hegemann-Gruppe | Hegemann-Gruppe | Hegemann-Gruppe | Hegemann-Gruppe | Hegemann-Gruppe | Hegemann-Gruppe | Hegemann-Gruppe | Hegemann-Gruppe | Hegemann-Gruppe    | Hegemann-Gruppe    | Hegemann-Gruppe    | Hegemann-Gruppe    | Hegemann-Gruppe    | Hegemann-Gruppe    | Hegemann-Gruppe    | Hegemann-Gruppe    | Hegemann-Gruppe    | Hegemann-Gruppe    | Hegemann-Gruppe    | Hegemann-Gruppe    | Hegemann-Gruppe    | Hegemann-Gruppe    | Hegemann-Gruppe    | Hegemann-Gruppe    | Hegemann-Gruppe    | Hegemann-Gruppe    | Hegemann-Gruppe    | Hegemann-Gruppe | Hegemann-Gruppe | Hegemann-Gruppe | Hegemann-Gruppe | Hegemann-Gruppe | Hegemann-Gruppe |              |              |              |              |              | Lürssen (ab 2021 NVL) | Lürssen (ab 2021 NVL) | Lürssen (ab 2021 NVL) | Lürssen (ab 2021 NVL) | Lürssen (ab 2021 NVL) | Lürssen (ab 2021 NVL) | Lürssen (ab 2021 NVL) | Lürssen (ab 2021 NVL) | Lürssen (ab 2021 NVL) | Lürssen (ab 2021 NVL) | Lürssen (ab 2021 NVL) | Lürssen (ab 2021 NVL) | Lürssen (ab 2021 NVL) | Lürssen (ab 2021 NVL) | Lürssen (ab 2021 NVL) | Lürssen (ab 2021 NVL) | Lürssen (ab 2021 NVL) | Lürssen (ab 2021 NVL) | Lürssen (ab 2021 NVL) | Lürssen (ab 2021 NVL) | Lürssen (ab 2021 NVL) | Lürssen (ab 2021 NVL) | Lürssen (ab 2021 NVL) | Lürssen (ab 2021 NVL) |
| Neptun Rostock         |     |     |     |     |     |                 |                 |                 |                 |                 |                 |                 |                 |                 |                 | Meyer Werft     | Meyer Werft        | Meyer Werft        | Meyer Werft        | Meyer Werft        | Meyer Werft        | Meyer Werft        | Meyer Werft        | Meyer Werft        | Meyer Werft        | Meyer Werft        | Meyer Werft        | Meyer Werft        | Meyer Werft        | Meyer Werft        | Meyer Werft        | Meyer Werft        | Meyer Werft        | Meyer Werft        | Meyer Werft        | Meyer Werft     | Meyer Werft     | Meyer Werft     | Meyer Werft     | Meyer Werft     | Meyer Werft     | Meyer Werft  | Meyer Werft  | Meyer Werft  | Meyer Werft  | Meyer Werft  | Meyer Werft           | Meyer Werft           | Meyer Werft           | Meyer Werft           | Meyer Werft           | Meyer Werft           | Meyer Werft           | Meyer Werft           | Meyer Werft           | Meyer Werft           | Meyer Werft           | Meyer Werft           | Meyer Werft           | Meyer Werft           | Meyer Werft           | Meyer Werft           | Meyer Werft           | Meyer Werft           | Meyer Werft           | Meyer Werft           | Meyer Werft           | Meyer Werft           | Meyer Werft           | Meyer Werft           |
| Elbewerft Boizenburg   |     |     |     |     |     |                 |                 | Petram-Gruppe   | Petram-Gruppe   | Petram-Gruppe   | Petram-Gruppe   | Petram-Gruppe   | Petram-Gruppe   | Petram-Gruppe   | Petram-Gruppe   | Petram-Gruppe   | Petram-Gruppe      | Petram-Gruppe      |                    |                    |                    |                    |                    |                    |                    |                    |                    |                    |                    |                    |                    |                    |                    |                    |                    |                 |                 |                 |                 |                 |                 |              |              |              |              |              |                       |                       |                       |                       |                       |                       |                       |                       |                       |                       |                       |                       |                       |                       |                       |                       |                       |                       |                       |                       |                       |                       |                       |                       |

## Werften des Kombinats Schiffbau
Zum Kombinat gehörten fünf Seeschiffswerften, der VEB Warnow-Werft Warnemünde in Rostock-Warnemünde, der VEB Schiffswerft Neptun Rostock, der VEB Mathias-Thesen-Werft Wismar, der VEB Volkswerft Stralsund und der VEB Peene-Werft Wolgast.
Binnenschiffe wurden im VEB Elbewerften Boizenburg/Rosslau in Boizenburg/Elbe und im VEB Schiffswerft Oderberg gebaut, wobei letzterer auch als Zulieferer für die Seeschiffswerften tätig war. Der VEB Yachtwerft Berlin und der VEB Schiffswerft Rechlin stellten Sportboote her.
Reine Zulieferbetriebe waren
- der VEB Dieselmotorenwerk Rostock
- der VEB Kühlautomat Berlin
- der VEB Schiffselektronik Rostock
- der VEB Gießerei und Maschinenbau Torgelow
- der VEB Industrie-Kooperation Schiffbau Rostock (bis 1971: VEB Isolier- und Kältetechnik Schiffbau Rostock)
- der VEB Schiffsanlagenbau Barth
- der VEB Klement-Gottwald-Werke Schwerin (bis 1952: VEB Schweriner Industriewerke)

Hinzu kamen in Rostock neben der Verwaltung noch der Außenhandelsbetrieb Schiffscommerz und das Institut für Schiffbautechnik, die beide auch dem Ministerium für Außenhandel unterstellt waren. Vom 1. Januar 1989 bis zum 31. Mai 1990 wurde das Kombinat vom VEB Schiffswerft „Neptun“ Rostock geleitet.